# Кварнер 2010 (баскетбольный клуб)
«Кварнер 2010» (хорв. KK Kvarner 2010) — хорватский баскетбольный клуб из города Риека, основанный в 2010 году. С сезона 2010—2011 выступает в сильнейшей баскетбольной лиге Хорватии A1.

## История
Баскетбольный клуб «Кварнер 2010» был образован в 2010 году слиянием двух риекских коллективов «БК Торпедо» и «БК Ядран». Название получил в честь залива Кварнер, на берегу которого стоит Риека. В сезоне 2010—2011 в регулярном первенстве занял 6 место из 10 участников, в турнире за 9-14 места остался 13-м. В сезоне 2011—2012 в регулярном первенстве занял 10 место из 11 участников, а в турнире за 9-14 места стал 11-м.
Самым успешным в недолгой истории клуба стал сезон 2015—2016. В регулярном первенстве клуб занял второе место, а в раунде чемпионов - четвёртое, впервые в истории выйдя в плей-офф. В полуфинале команда уступила будущему чемпиону Цедевите.

## Результаты
Результаты в последних по времени сезонах:
| Сезон   | Лига | Регулярный | Раунд чемпионов | Плей-Офф  |
| ------- | ---- | ---------- | --------------- | --------- |
| 2010-11 | А1   | 6          | нет             | нет       |
| 2011-12 | А1   | 10         | нет             | нет       |
| 2012-13 | А1   | 2          | 5               | нет       |
| 2013-14 | А1   | 3          | 7               | нет       |
| 2014-15 | А1   | 4          | 6               | нет       |
| 2015-16 | А1   | 2          | 4               | полуфинал |